# El trust de los tenorios
El trust de los tenorios es una humorada cómico lírica en un acto, dividido en ocho cuadros, en prosa, con libreto de Carlos Arniches y Enrique García Álvarez, y música del maestro José Serrano Simeón. Se estrenó con gran éxito en el Teatro Apolo de Madrid el 3 de diciembre de 1910, con la asistencia del rey Alfonso XIII.

## Descripción
Fue ejemplo de la metamorfosis que experimentó el género chico hacia la revista, sin olvidarse para nada de los moldes de corte sainetesco, que todavía se mantenían vigentes. Con libreto de Carlos Arniches y Enrique García Álvarez, crea una trama de enredos, con cortes de la comedia, para mostrar todo un despliegue de situaciones cómicas y fantásticas.
La música se debe al maestro José Serrano, el cual se había consolidado como uno de los grandes compositores en el campo de la zarzuela.

## Personajes
| Personaje                                                        | Tesitura | Reparto del estreno, 3 de diciembre de 1910 |
| ---------------------------------------------------------------- | -------- | ------------------------------------------- |
| Arturo, pintor, amigo de Cabrera que, finalmente, cobra la pieza |          | Luis Manzano                                |
| Cabrera, presidente del club y tenorio en fuga                   |          | Salvador Videgain García                    |
| Isabel, esposa de Cabrera que termina fugándose con Arturo       |          | María Palou                                 |
| La Bella Cu Cu                                                   |          | Julia Domínguez                             |
| Rama-Kana y vienesa 1.ª                                          |          | Dionisia Lahera                             |
| Randilla y máscara 1.ª                                           |          | Enrique Povedano                            |
| Saboya, tenorio en peligro de extinción                          |          | José Moncayo                                |
| Sirka                                                            |          | Francisco Molinero                          |
| Argentina 1.ª, una cupletista                                    |          | Consuelo Mayendia                           |
| Una dulce india                                                  |          | Consuelo Mayendia                           |
| Baturro 1.º                                                      |          | Enrique Gandía                              |

## Argumento
La acción transcurre en Madrid, París, Venecia y la India en la época del estreno (1910).
En Madrid, en una asociación y sindicato de don juanes, que buscan más que adornar el arte del romance el intentar ligar con la mujer más atractiva, se reúne para expulsar y multar al socio Saboya, que para probar sus artes jura enamorar a la primera chica que pase por debajo del balcón.
Pero la tarea de Saboya se complica cuando quien pasa por debajo del balcón es la mujer de Cabrera, el presidente del club. Tras multitud de entuertos y viajes en persecución de la dama, con la ayuda de un amigo pintor logran deshacer el entuerto, pero entonces la mujer se fuga con este último provocando que Saboya y Cabrera vuelvan humillados y paguen a medias la multa.

## Números musicales
- Acto único
  - Introducción - Gavota. (Orquesta)
  - Tarantela. (Orquesta)
  - Danza Húngara. (Orquesta)
  - Terceto Inglés: "Yon Güell, Yansen, Bructon"
  - Cuplé de mon bebé: "Madame Bobarí Y Henri Tontolican"  Cantado sobre una cupletista soprano
  - Mutis (Orquesta)
  - Vals del capricho. (Orquesta)
  - Tarantela(Orquesta)
  - Cazadoras argentinas: "Hermosas Argentinas", cantado por Argentina 1.ª soprano
  - Vals vienés: Es la candencia del vals, cantado por vienesa 1.ª soprano
  - Jota: Te quiero morena, cantado por baturro 1.º, tenor
  - Serenata Veneciana: Niña de las trenzas de oro, cantada por vienesa 1.ª soprano
  - Intermedio "Danza Húngara". (Instrumental)
  - Preludio y coro: "cuando la luz de la tarde declina".
  - Invocación y Danza oriental: "¡Oh virgen sagrada del bosque de Osarid!"
  - Fin de la obra. (Orquesta)